# NEWS ZERO特別版「ZERO野球」
『NEWS ZERO特別版「ZERO野球」』（ニュースゼロとくべつばんゼロやきゅう）は、日本テレビで2008年3月から毎月1回放送していたスポーツ番組。

## 2008年版

### 放送日・タイトル
以下、JST（放送時間は、全て10:30 - 11:25）
- 第1回「開幕SP」- 2008年3月29日
- 第2回「ゴールデンウィークSP」- 2008年4月26日
- 第3回「セ・パ交流戦SP」- 2008年5月24日
- 第4回「星野ジャパンSP」- 2008年6月28日
- 第5回「北京直前SP」- 2008年7月26日
- 第6回「クライマックスSP」- 2008年9月20日

### 出演者
- 星野仙一（北京五輪野球日本代表監督、第5回は出演無し）
- 小林麻央
- 鈴木崇司（日本テレビアナウンサー、第4回出演無し）
- 鈴江奈々（同上、第1回・第6回は出演無し）

代理
- 田辺研一郎（日本テレビアナウンサー、第4回出演、鈴木の代理）

### ゲスト
- 第1回、第4回、第5回 - 山本浩二（北京五輪野球日本代表コーチ、第4回出演時は「日テレ系野球中継解説者」として出演）
- 第2回、第6回 - 中畑清（日テレ系野球中継解説者）
- 第3回 - 水野雄仁（同上）

## 2009年版

### 放送日・サブタイトル
以下、JST（放送時間は、全て10:30 - 11:25）
- 第1回「開幕直前SP」- 2009年3月28日
- 第2回「（サブタイトル無）」- 2009年5月2日
- 第3回「セ・パ交流戦SP」- 2009年5月23日
- 第4回「セ・パ交流戦SP」- 2009年6月27日
- 第5回「オールスターSP」- 2009年7月18日
- 第6回「リーグ優勝見えた!!クライマックスシリーズも熱いぞSP」- 2009年9月19日

### 出演者
- 小林麻央
- 鈴木崇司（日本テレビアナウンサー）

代理
- 鈴江奈々（同上、第5回・第6回出演、小林の代理）

### ゲスト
- 第1回
  - 磯山さやか
  - 松村邦洋
  - やくみつる
- 第1回、第3回-第6回 : チュートリアル（徳井義実・福田充徳）
- 第1回、第6回 :  小沢一敬（スピードワゴン）
- 第3回
  - カンニング竹山
  - 伊達みきお（サンドウィッチマン）
  - 渡部建（アンジャッシュ）
- 第3回、第5回 : 岡田圭右（ますだおかだ）
- 第4回
  - 陣内智則
- 第4回、第6回 : ビビる大木、加藤晴彦
- 第5回
  - 増田英彦（ますだおかだ）
  - 博多華丸（博多華丸・大吉）
  - 藤田憲右（トータルテンボス）
- 第6回 : 河本準一（次長課長）